# Darsheel Safary
Darsheel Safary (Mumbai, 9 marzo 1997) è un attore indiano.

## Biografia
Nato a Mumbai in una famiglia di gujarati giainisti, Darsheel Safary ha esordito al cinema nel 2007 come protagonista del film Stelle sulla terra; per la sua interpretazione nel ruolo di un bambino dislessico è diventato il più giovane candidato al Filmfare Award per il miglior attore. Successivamente ha recitato in diversi film di Bollywood, mentre nel 2012 ha interpretato il protagonista da giovane ne I figli della mezzanotte. Nello stesso anno è apparso come concorrente nell'edizione indiana di Strictly Come Dancing.

## Filmografia parziale
- Stelle sulla terra (तारे ज़मीन पर, Tare Zamen Par), regia di Amir Khan (2007)
- I figli della mezzanotte (Midnight's Children), regia di Deepa Mehta (2012)

## Doppiatori italiani
- Riccardo Suarez ne I figli della mezzanotte
- Ruggero Valli ne Stelle sulla terra